# Ліза Едельштейн
Лі́за Едельштейн (англ. Lisa Edelstein МФА: [ˈliːsə ˈɛdəlstiːn], 21 травня 1966, Бостон) — американська акторка, сценаристка, письменниця та меценатка єврейського походження. Виконувала роль очільниці лікарні «Принстон-Плейнсборо» Лізи Кадді в серіалі «Доктор Хаус». У 2014—2018 роках грала Еббі МакКарті у серіалі «Інструкція з розлучення для жінок».

## Життєпис
Ліза Едельштейн народилася 21 травня 1966 року в єврейській родині в Бостоні, Массачусетс. Наймолодша з трьох дітей. Її батько, Елвін — педіатр у Нью-Джерсі в лікарні Чілтон Меморіал. Дитинство провела у місті Вейн (Нью-Джерсі) та навчалася у середній школі Вейн Воллі, яку закінчила 1984 року.
У 16 років стала чирлідеркою для Нью-Джерсі Дженералс. Також взяла участь у протесті проти незадовільних умов праці. За її словами, чирлідерок трактували «як повій», і тому вона допомагала організовувати чирлідерські страйки.
У 18 років переїхала в Нью-Йорк вивчати театральне мистецтво в школі Нью-Йоркського університету образотворчих мистецтв. Живучи у Нью-Йорку, Едельштейн долучилася до клубної сцени (стала знана як «Ліза Е») та працювала з зіркою-дебютантом Джеймсом Сент-Джеймсом, який коротко згадав Едельштейн у своїй книзі «Кривава дискобаня» (1999). Вона наробила достатньо шуму, щоб отримати прізвисько нью-йоркської «Королеви ночі» у статті «Ліза у країні Чудес», яка з'явилася на сторінках газети «Нью-Йорк Таймс» 1986 року, авторкою якої стала Морін Давн.
У відповідь на все зростаючу проблему СНІДу у 1980-х Едельштейн написала і зіграла в оригінальному мюзиклі «Позитивна Я», який поставили на сцені експериментального театрального клубу «La MaMa», отримавши багато позитивних відгуків. На телеекранах Едельштейн з'явилася в передачі «Awake on the Wild Side», що транслювалася по кабельному телебаченню. Отримала картку Гільдії кіноакторів США, виконавши роль візажистки у фільмі «The Doors», після чого з'явилася ще у ряді популярних серіалів: «У захваті від тебе», «Крила», «Шоу Ларрі Сандерса» та «Ніч спорту», де вона зіграла спорт-репортерку. Найвідомішою її ролі цього періоду її кар'єри стала роль у серіалі «Сайнфелд» (епізоди «Манго» та «Масажистка»).
Іншими помітними ролями стали: повія у серіалі «Західне крило», сестра Девіда Конрада у «Відносність», транссексуальний приятель Джеймса Легроса в «Еллі Мак-Біл» й ортодоксальна єврейка в серіалі «Сімейний закон».

Знімалася в таких картинах: «Чого хочуть жінки» з Мелом Гібсоном і Гелен Хант, «Краще не буває» з Джеком Ніколсоном, у «Черговий тато» (Daddy Day Care) з Едді Мерфі і «Зберігаючи віру» з Беном Стиллером і Едвардом Нортоном.

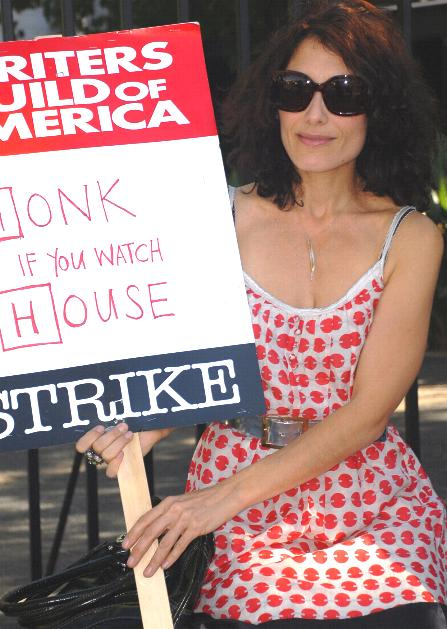
Ліза Едельштейн на страйку сценаристів (листопад 2008 року)

2004 року запрошена на роль Лізи Кадді, головної лікарки лікарні Принстон-Плейсборо, у серіал «Доктор Хаус».
У травні 2011 року Едельштейн повідомила, що не повернеться до фільмування восьмого і фінального сезону серіалу «Доктор Хаус». З червня 2011 року долучилася до акторського складу серіалу «Гарна дружина», де зіграла адвокатку Селесте Серрано. 2013 року виконала епізодичну роль у серіалі «Скандал», а згодом з'явилася у трьох серіях серіалу «Касл».
2014 року Едельштейн отримала роль Еббі МакКарті у серіалі «Інструкція з розлучення для жінок», знятому на основі книжкової серії Вікі Айовін, яка описала життя щойно розлучених жінок середнього віку. Серіал розтягнувся на 5 сезонів, що дозволило Едельштейн спробувати себе у ролі продюсерки, сценаристки та режисерки.
2018 року долучилася до акторського складу серіалу «Добрий лікар», де у другому сезоні зіграла роль лікарки Маріни Блейз. Серіал знову возз'єднав її з творцем серіалу «Доктор Хаус» Девідом Шором та Ричардом Шиффом, який виконав роль її батька у серіалі «Відносність».
Едельштейн також з'явилася у телесеріалі «Метод Комінськи», який вийшов у листопаді 2018 року, зігравши роль наркозалежної доньки Алана Аркіна та працюючи поруч із такими акторами як Майкл Дуглас, Пол Райзер, Чак Лоррі. У цей період також знову повернулася до співпраці з Робом Лоу, зігравши його колишню дружину Гвінет Морґан та мати Т. К. у серіалі «9-1-1: Самотня зірка».
Упродовж своєї кар'єри також озвучувала анімаційних персонажів, зокрема у таких проєктах як «Король гори», «Американський тато!», «Супермен. Анімаційний серіал», «Легенда про Корру» та «Той, хто біжить по лезу».
Едельштейн є прибічницею та амбасадоркою Асоціації тварин «Найкращі друзі».Також підтримує організації з прав людини і є меценаткою мистецтв. З'являлася на обкладинках багатьох журналів, зокрема у вересні 2010 року на обкладинці журналу «h».
На початку пандемії коронавірусної хвороби Едельштейн почала робити ескізи та малювати. Спочатку використовувала маркер, а згодом почала використовувати акварель та збільшила розміри своїх робіт. Едельштейн створила ціле портфоліо творів, надихаючись старими сімейними фотографіями, що містили «непередбачувані моменти, що розповідають непередбачувану правду». У грудні 2022 року її виставка — «Ліза Едельштейн. Сім'я» — презентувалася у галереї в Трайбеці, Нью-Йорк. Її твори також зображувались на сторінках таких видань як «Forbes», «Surface» та «Gio Journal».
Живе в столітньому будинку в Лос-Анджелесі з котом і трьома собаками, яким дала притулок. 25 травня 2014 року одружилася з митцем Робертом Расселлом, ставши мачухою для двох синів Расселла з попереднього шлюбу. Володіє іспанською. У вільний час пише, створює музику і малює, займається аштанга-йогою. Шульга, вегетаріанка.

## Фільмографія

### Кінематограф
| Рік  | Назва (укр.)                           | Назва (англ.)                   | Роль                       |
| ---- | -------------------------------------- | ------------------------------- | -------------------------- |
| 1991 | Двері                                  | The Doors                       | Художник по макіяжу        |
| 1997 | Краще не буває                         | As Good As It Gets              | Жінка на столі             |
| 1998 | План Сьюзен                            | Susan's Plan                    | Пенні Меєрс                |
| 1999 | Тридцять днів                          | 30 Days                         | Даніель                    |
| 2000 | Зберігати віру                         | Keeping the Faith               | Алі Деккер                 |
| 2000 | Чого хочуть жінки                      | What Women Want                 | Діна                       |
| 2001 | Чорна ріка                             | Black River                     | Лора                       |
| 2002 | Манія                                  | Obsessed                        | Шарлота (вигадана подруга) |
| 2003 | Черговий тато                          | Daddy Day Care                  | Мати Кріспіна              |
| 2005 | Батьки та сини                         | Fathers and Sons                | Ірен                       |
| 2005 | Скажи «дядько»                         | Say Uncle                       | Сара Фейбр                 |
| 2013 | Вона мене не кохає                     | She Loves Me Not                | Емі                        |
| 2016 | Джоші                                  | Joshy                           | Клаудія                    |
| 2021 | Поради доктора Берда для сумних поетів | Dr. Bird's Advice for Sad Poets | Еллі                       |

### Телебачення
| Рік           | Назва (укр.)                      | Назва (англ.)                 | Роль                    | Примітка                                              |
| ------------- | --------------------------------- | ----------------------------- | ----------------------- | ----------------------------------------------------- |
| 1992          | Закон Лос-Анджелеса               | L.A. Law                      | Френсін Флікер          | епізод My Friend Flicker                              |
| 1992          | У захваті від тебе                | Mad About You                 | Лінн Стоддард           | епізод Out of the Past                                |
| 1993          | Гарна порада                      | Good Advice                   | Робін                   | епізод The Kiss                                       |
| 1993          | Сайнфелд                          | Seinfeld                      | Карен                   | 2 епізоди                                             |
| 1993          | Крила                             | Wings                         | Марша Пеблз             | епізод Labor Pains                                    |
| 1995—1997     | Практично ідеал                   | Almost Perfect                | Петті Карп              | 9 епізодів                                            |
| 1996—1997     | Відносність                       | Relativity                    | Ронда Рот               | Епізоди з 1-го по 17-й                                |
| 1996—1997     | Супермен                          | Superman: The Animated Series | Мерсі Грейвс (голос)    | 8 епізодів                                            |
| 1997          | Швидка допомога                   | ER                            | Еґґі Ортон              | Ambush (S4E1)                                         |
| 1998          | Журнал мод                        | Just Shoot Me                 | Ерін Сімонс             | Sewer!                                                |
| 1998          | Фрейзер                           | Frasier                       | Кейтлін                 | Frasier Gotta Have It                                 |
| 1999          | Ніч спорту                        | Sports Night                  | Боббі Бернштейн         | 2 епізоди                                             |
| 1999—2000     | Західне крило                     | The West Wing                 | Лорі «Brittany» Роллінз | 5 епізодів                                            |
| 2000–2001     | Еллі Мак-Біл                      | Ally McBeal                   | Сінді МакКоліф          | 5 епізодів                                            |
| 2001—2002     | Фелісіті                          | Felicity                      | Лорен                   | 6 епізодів                                            |
| 2002          | Сила віри                         | Leap of Faith                 | Петті                   | Епізоди з 1-го по 6-й                                 |
| 2003          | Без сліду                         | Without a Trace               | Лікар Ліана Сардо       | Moving On                                             |
| 2003          | Практика                          | The Practice                  | Даяна Ворд              | 2 епізоди                                             |
| 2003          | Ліга Справедливості               | Justice League                | Мерсі Грейвз            | 1 епізод                                              |
| 2004          | Справедлива Емі                   | Judging Amy                   | Сільвія Денфорт         | The Quick and the Dead                                |
| 2004—2011     | Доктор Хаус                       | House                         | Ліза Кадді              | З 1-го до 155-го епізоду                              |
| 2005          | Ліга Справедливості: Без меж      | Justice League Unlimited      | Мерсі Грейвз            | 1 епізод                                              |
| 2007          | Король гори                       | King of the Hill              | Алексіс                 | голос, епізод «The Powder Puff Boys»                  |
| 2007-11       | Американський тато!               | American Dad!                 | Шаррі Ротберг           | голос, 6 епізодів                                     |
| 2008          | Термінове доставлення             | Special Delivery              | Максін Картер           | телефільм                                             |
| 2011          | Дитяча лікарня                    | Childrens Hospital            | себе / Ліза Кадді       | Епізод Run, Dr. Lola Spratt, Run!                     |
| 2011          | Гарна дружина                     | The Good Wife                 | Селеста Серано          | 3 епізоди                                             |
| 2012          | Блакитноокий м'ясник              | Blue Eyed Butcher             | Келлі Сіґлер            | телефільм                                             |
| 2012          | Елементарно                       | Elementary                    | Гізер Ван Овен          | епізод «The Long Fuse»                                |
| 2013          | Оселя брехні                      | House of Lies                 | Брінн                   | 2 епізоди                                             |
| 2013          | Скандал                           | Scandal                       | Сара Станнер            | Епізод «Top of the Hour»                              |
| 2013          | Касл                              | Castle                        | Рейчел МакКарті         | 3 епізоди                                             |
| 2013-14       | Легенда про Корру                 | The Legend of Korra           | Кая                     | Голос, 14 епізодів                                    |
| 2014-18       | Інструкція з розлучення для жінок | Girlfriends' Guide to Divorce | Еббі МакКарті           | Головна роль                                          |
| 2018-19       | Хороший лікар                     | The Good Doctor               | Доктор Маріна Блейз     | 6 епізодів                                            |
| 2018-19, 2021 | Метод Комінськи                   | The Kominsky Method           | Фібі                    | Повторювальна роль                                    |
| 2021-22       | 9-1-1: Самотня зірка              | 9-1-1: Lone Star              | Ґвінет Мор ган          | Повторювальна роль (2 сезон); гостьова роль (3 сезон) |
| 2023          | Пташка                            | Little Bird                   | Ґолда Розенблум         | телесеріал                                            |

## Нагороди

### Satellite Awards
2005 — WINNER — Outstanding Actress in а Supporting Role in а Series, Mini-Series or Motion Picture Made for Television for: «House M.D.»

### Screen Actors Guild Awards
2009 — WINNER — Outstanding Performance by an Ensemble in а Drama Series

### People's Choise Awards
2011 — WINNER — Best TV Drama Actress